# Капорин, Александр Емельянович
Александр Емельянович Капорин (12 декабря 1924, село Шелехово, Семипалатинский уезд, Семипалатинская губерния — 28 августа 2007, Шемонаиха, Восточно-Казахстанская область) — наводчик орудия 286-го артиллерийского полка 111-й стрелковой дивизии 52-й армии 1-го Украинского фронта, «Халық Қаһарманы» (Народный Герой Казахстана) (2005), полный кавалер ордена Славы.

## Биография
Александр Капорин родился 12 декабря 1924 года в селе Шелехово (сейчас Бородулихинский район Восточно-Казахстанской области Казахстана) в семье служащего. Русский. Окончил девять классов школы.
С августа 1942 года — на службе в Красной Армии, с сентября того же года участвовал в Великой Отечественной войне. Впервые участвовал в боевых действиях при форсировании реки Донец, за что был награждён орденом Красной Звезды.
По воспоминаниям Александра Капорина:

Бой под Прохоровкой. Это был ад на земле, небо превратилось в пыль, танки шли на таран друг с другом — зрелище апокалиптическое! За два дня от нашего 286-го истребительного противотанкового полка 111-й стрелковой дивизии в живых остались лишь восемнадцать человек. К нам прибыл сам командующий фронтом, пожал каждому руку и устало спросил адъютанта: «Что осталось из наград?». Тот в ответ: «Только ордена Красной Звезды». «Вручить!».

Принимал участие в освобождении Украины, Румынии, Польши, в боях на территории Германии. С 1944 года — член ВКП(б)/КПСС.
26 августа 1944 года наводчик орудия 286-го артиллерийского полка 111-й стрелковой дивизии 52-й армии 2-го Украинского фронта красноармеец Александр Капорин в бою за румынский населенный пункт Германешты прямой наводкой поразил 4 пулемёта и 16 солдат противника. Приказом по 111-й стрелковой дивизии от 18 сентября 1944 года за мужество и отвагу, проявленные в боях, он был награждён орденом Славы III степени (№ 154339).
10 февраля 1945 года сержант Александр Капорин в составе 286-го артиллерийского полка 111-й стрелковой дивизии 52-й армии 1-го Украинского фронта в боях близ польского населенного пункта Хашмер в составе расчёта прямой наводкой вёл огонь по врагу, уничтожив 6 пулемётов, противотанковое орудие, мотоцикл и истребив до двадцати солдат противника. Приказом по 52-й армии от 24 февраля 1945 года за мужество и отвагу, проявленные в боях, он был награждён орденом Славы II степени (№ 14537).
17 апреля 1945 года в бою за населенный пункт Нидер-Цодель Александр Капорин выкатил орудие на прямую наводку и с бойцами расчета вывел из строя много гитлеровских солдат, подавил 6 пулемётных точек, облегчив продвижение пехоты и занятие населённого пункта. Указом Президиума Верховного Совета СССР от 27 июня 1945 года за образцовое выполнение заданий командования в боях с немецко-фашистскими захватчиками сержант Капорин Александр Емельянович был награждён орденом Славы I степени (№ 1362), став полным кавалером ордена Славы.
После войны некоторое время продолжал службу в армии, в 1947 году в звании старшины был демобилизован.
В 1959 году окончил Алма-Атинский финансово-экономический техникум. Жил и работал в городе Шемонаиха Семипалатинской области (с 1997 года — в составе Восточно-Казахстанской области), возглавлял планово-производственный отдел в межколхозной строительной организации.
6 мая 2005 года президент Казахстана Нурсултан Назарбаев в резиденции «Акорда» в Астане в честь 60-летия победы в Великой Отечественной войне и Дня защитника Отечества вручил Александру Капорину медаль «Золотая Звезда» «Халык кахарманы» Народного Героя и орден Отечества.
4 октября 2005 года аким Восточного Казахстана Виктор Храпунов на встрече с представителями ветеранских организаций городов и районов области вручил Александру Капорину ключи от новой машины «Нива» местной сборки.
Скончался 28 августа 2007 года. Прощальная панихида прошла 29 августа в доме культуры города Шемонаиха. На панихиде была организована выставка, посвящённая биографии Капорина, в процессии приняли участие представители воинской части 5518, военнослужащие отдела по делам обороны, представители Шемонаихинского РОВД. Слова соболезнования произнесли аким Шемонаихинского района Григорий Акулов, секретарь маслихата области Василий Ахаев от лица акима Восточно-Казахстанской области, председатель областного совета ветеранов Николай Воронин, председатель районного совета ветеранов Галина Лапина.

## Награды
- «Халық Қаһарманы» (2005)
- Орден Отечества (2005)
- ордена Славы I, II и III степени (18.09.1944, 24.02.1945, 27.06.1945)
- орден Отечественной войны I степени
- орден Красной Звезды
- медаль «За отвагу» (15.01.1945)
- почётный нагрудный знак НДП «Нур-Отан» «Белсенді қызметі үшін» (2007)[7]